# Rubén Techera
Rubén Techera (12 dicembre 1946) è un ex calciatore uruguaiano, di ruolo centrocampista.

## Carriera

### Club
Giocò nel campionato uruguaiano e in quello peruviano.

### Nazionale
Con la maglia della Nazionale fu protagonista nel Campeonato sudamericano del 1967, che annovera nel proprio palmarès.

## Palmarès

### Nazionale
- Campeonato Sudamericano de Football: 1

Uruguay 1967